# Verworven smaak
Verworven smaak (letterlijke vertaling van het Engelse acquired taste) is een smaak die aanvankelijk meestal als onaangenaam wordt ervaren en pas na enige gewenning gewaardeerd wordt.
De term 'acquired taste' wordt ook gebruikt om andere esthetische smaken, zoals voor een bepaald type muziek of kunst, mee aan te duiden.

## Voorbeelden
- Doerian[3]
- Koffie[4][5]
- Miso[5]
- Olijven[6]
- Walvisblubber[7]
- Heavy Metal[8]